# پیراما
پیراما (به لاتین: Pirama) یک روستا در یونان است که در خیوس واقع شده‌است.